# Gadilina insolita
Gadilina insolita är en blötdjursart som först beskrevs av E.A. Smith 1894.  Gadilina insolita ingår i släktet Gadilina och familjen Gadilinidae. Inga underarter finns listade i Catalogue of Life.